# Municipio de Ocoyucan
El municipio de Ocoyucan es un municipio situado en el estado de Puebla, México. Según el censo de 2020, tiene una población de 42 669 habitantes. Es parte de la Zona metropolitana de Puebla-Tlaxcala.

## Historia
Establecimiento prehispánico fundado por grupos nahuas cercano al gran Señorío de Cholula y al de Huejotzingo.
Perteneció al antiguo distrito de Cholula y en 1895, aplicándose el sistema de distritos y municipalidades del estado, se constituyó en municipio libre.
La cabecera municipal es el pueblo de Santa Clara Ocoyucan.

## Geografía
Ocoyucan está ubicado al centro-oeste del estado. Colinda al norte con el municipio de San Andrés Cholula, al este con el municipio de Puebla, al sur con el municipio de Teopantlán, al suroeste con el municipio de Atlixco, al oeste con el municipio de Santa Isabel Cholula y al noroeste con el municipio de San Gregorio Atzompa. Tiene una extensión de 120.17 kilómetros cuadrados.

## Demografía
De acuerdo con el Censo de Población y Vivienda de 2010, realizado por el Instituto Nacional de Estadística y Geografía, en ese momento el municipio de Ocoyucan tenía una población total de 25 720 habitantes, de los cuales 12 128 eran hombres y 13 592 eran mujeres.

### Localidades
El municipio tiene un total de 35 localidades. Las principales localidades y su población en 2010 son las siguientes:
| Localidad                    | Población |
| Total Municipio              | 25 720    |
| San Bernardino Chalchihuapan | 5 061     |
| Santa Clara Ocoyucan         | 4 871     |
| San Bernabé Temoxtitla       | 4 338     |
| Santa María Malacatepec      | 3 885     |
| Santa Martha Hidalgo         | 1 646     |
| Francisco Sarabia            | 1 294     |
| San Isidro Petlácatl         | 762       |

## Clima
Ocoyucan se encuentra en la zona de los climas templados del Valle de Puebla.

## Actividades económicas
El municipio se dedica principalmente a la agricultura, produciendo granos como maíz y frijol, y en cuanto a la fruticultura se cultiva la chirimoya, el durazno y el aguacate.
La segunda actividad principal del municipio es la ganadería, criándose principalmente ganado bovino, mular, asnal y porcinos, al igual que diversas aves de corral en traspatio.
La apicultura también tiene mucho éxito en el municipio.
Cuentan con actividad industrial manufacturera de productos minerales no metálicos, hilados y tejidos de henequén. Fabrican ladrillos, teja, cordeleras de fibras naturales y químicas.

## Cultura
El 95% de la población es católica. Evangélica 2.9% y judaica .03% 
La feria se realiza el 12 de agosto. El 1 de noviembre se celebra el baile de los tonchis, en conmemoración de los difuntos.

## Gastronomía
La cocina típica de la zona incluye mole poblano, pipían y tamales.
Las bebidas comunes de la región son el chocolate, atole, champurrado, cacao y sidra.

## Desarrollo Inmobiliario
En este municipio se encuentran dos de las cinco zonas financieras de Puebla, tiene una parte de Angelópolis y la Vía Atlixcáyotl. 
Sus edificios más altos son: 
Punta Cascatta con 75 metros. 
Torre Amani con 60 metros. 
Todo N' Bienes con 50 metros. 
Albero Residencial x3 con 30 metros. 
Iglesia de Santa Clara con 20 metros. 
Entre otros muchos edificios que, de igual manera superan los 30 metros de altura. 
Cuenta con zonas y barrios exclusivos; como Lomas de Angelópolis. 

## Marginación
Su índice de marginación es de .700. Es un grado alto, aunque no de los más altos del estado, donde ocupa el lugar 73 de marginación.